# Васкулит
Васкули́т (лат. vasculum — сосуд, -itis — суффикс, обозначающий воспаление), синонимы: ангии́т (др.-греч. ἀγγεῖον — сосуд), артерии́т — под этим общим определением объединена группа заболеваний, в основе которых лежит иммунопатологическое воспаление сосудов — артерий, артериол, капилляров, венул и вен. Как правило, следствием этого заболевания является изменение структуры и функции органов, кровоснабжающихся воспалёнными сосудами. Причины возникновения заболевания остаются неизвестными. Предполагаются комбинация генетической предрасположенности с факторами внешней среды, а также инфекции с участием золотистого стафилококка или вируса гепатита.

## Классификация
Васкулиты принципиально подразделяются на первичные — вызванные воспалением самих сосудов, и вторичные — при которых воспаление сосуда является реакцией на другое заболевание. Классификация определяется Chapel Hill Consensus Conference (CHCC). По результатам пересмотра классификации васкулитов 2012 года была предложена следующая номенклатура:

### Классификация васкулитов (CHCC-номенклатура, пересмотренная версия 2012)
Васкулиты крупных сосудов
- Гигантоклеточный артериит (синонимы: «височный артериит», «сенильный артериит», «болезнь Хортона»)
- Артериит Такаясу

Васкулиты сосудов среднего размера
- Нодозный (узелковый периартериит) полиартериит
- Болезнь Кавасаки

Васкулиты мелких сосудов
ANCA-ассоциированные васкулиты
- Гранулёматоз с полиангиитом (болезнь Вегенера)
- Эозинофильный гранулёматоз с полиангиитом (синдром Чарга-Страусса)
- Микроскопический полиангиит

Иммунокомплексные васкулиты мелких сосудов
- Иммуноглобулин-А васкулит (болезнь Шёнлейна-Геноха) (синонимы: «геморрагический васкулит», пурпура Шёнлейна — Ге́ноха)
- криоглобулинемический васкулит
- Анти-GBM-болезнь;
- Гипокомплементарный уртикарный васкулит (анти-C1q-васкулит)

Васкулиты, поражающие сосуды различных размеров
- Болезнь Бехчета
- Синдром Когана

Васкулиты отдельных органов
- Первичный ангиит ЦНС.
- Кожный лейкоциткластный ангиит
- Кожный артериит
- Изолированный аортит
- Другие васкулиты

Васкулиты при системных заболеваниях
- Волчаночный васкулит
- Васкулит при саркоидозе
- Ревматоидный васкулит
- Другие васкулиты

Васкулиты вторичные
- Криоглобулинемические васкулиты, ассоциированные с вирусом гепатита C;
- Васкулиты, ассоциированные с вирусом гепатита B;
- Васкулит ассоциированные с вирусом SARS-CoV-2
- Васкулиты, ассоциированные с сифилисом;
- Иммунокомплексные васкулиты, ассоциированные с медикаментами;
- ANCA-васкулиты, ассоциированные с медикаментами;
- Васкулиты, ассоциированные с онкологическими заболеваниями (син. «паранеопластические васкулиты»)
- Другие васкулиты

### Определения основных нозологических форм системных васкулитов
| Наименование                                                            | Определение |
| ----------------------------------------------------------------------- | --- |
| Геморрагический васкулит (пурпура Шенлейна — Геноха)                    | Васкулит с иммунными депозитами IgA, поражающий мелкие сосуды (капилляры, венулы, артериолы). Типичны поражение кожи, кишечника и почек в сочетании с артралгиями или артритом. |
| Криоглобулинемический васкулит                                          | Васкулит с криоглобулинемическими иммунными депозитами, поражающий мелкие сосуды (капилляры, венулы, артериолы) и сочетающийся с сывороточной криоглобулинемией. Часто поражаются кожа и клубочки почек. |
| Кожный лейкоцитокластический васкулит                                   | Изолированный кожный лейкоцитокластический ангиит без системного васкулита или гломерулонефрита. |
| Микроскопический полиангиит                                             | Некротизирующее воспаление с вовлечением дыхательных путей и некротизирующий васкулит сосудов мелкого и среднего калибра (капилляры, венулы, артериолы, артерии). Часто развивается некротизирующий гломерулонефрит. Гранулёматозное воспаление отсутствует. |
| Гранулёматоз с полиангиитом (Вегенера)                                  | Некротизирующее гранулёматозное воспаление с вовлечением дыхательных путей и некротизирующий васкулит сосудов мелкого и среднего калибра (капилляры, венулы, артериолы, артерии). Часто развивается некротизирующий гломерулонефрит. |
| Эозинофильный гранулёматоз с полиангиитом (Черджа — Строс)              | Эозинофильное, гранулёматозное воспаление с вовлечением респираторного тракта и некротизирующий васкулит сосудов мелкого и среднего калибра. Сочетается с бронхиальной астмой и эозинофилией. |
| Узелковый полиартериит                                                  | Очаговое некротизирующее воспаление артерий преимущественно среднего калибра любой локализации с образованием аневризм, тромбозом, разрывом аневризм с кровотечением, инфарктом поражённых органов и тканей. Не сопровождается гломерулонефритом или поражением артериол, капилляров и венул. |
| Болезнь Кавасаки                                                        | Воспаление, поражающее крупные, средние и мелкие артерии, сочетающееся с кожно-слизистым лимфатическим синдромом. В процесс могут вовлекаться артерии и вены. Часто поражаются коронарные артерии. Обычно встречается у детей. |
| Гигантоклеточный артериит (болезнь Хортона) и ревматическая полимиалгия | Гигантоклеточный артериит — гранулёматозный артериит основных ветвей аорты, преимущественно экстракраниальных ветвей сонной артерии с частым поражением височной артерии. Обычно начинается у больных старше 50 лет и часто сочетается с ревматической полимиалгией. Ревматическая полимиалгия — клинический синдром, развивающийся у лиц пожилого и старческого возраста, характеризуется болями и скованностью в области плечевого и тазового пояса, резким увеличением СОЭ. |
| Артериит Такаясу                                                        | Прогрессирующее гранулёматозное воспаление аорты и её основных ветвей. Наиболее предрасположены заболеванию молодые женщины. |

## Симптоматика
Особенности клинического течения ГПА
ГПА свойственна триада поражения органов с вовлечением верхних дыхательных путей (ВДП), лёгких и почек.
У подавляющего большинства больных (более 90 %), развивается некротизирующее гранулёматозное воспаление ВДП: язвенно-некротический ринит, синусит, поражение органа слуха, вовлечение трахеи и гортани с формированием подскладочной гранулёмы. Патология ВДП может осложняться перфорацией носовой перегородки с формированием седловидной деформации носа, развитием тяжёлого деструктивного пансинусита с распространением гранулёматозной ткани в орбиту, потерей слуха, стенозом гортани.
Поражение лёгких (50—70 %) характеризуется некротизирующим гранулёматозным воспалением, которое при рентгенографическом исследовании определяется в виде узлов или инфильтратов, склонных к распаду и формированию полостей. В каждом пятом случае поражение лёгких протекает бессимптомно, с отсутствием жалоб на кашель и скудной аускультативной картиной даже при тяжёлом поражении.
Поражение почек отмечается у 80 % пациентов.
Для поражения органа зрения (50 %) свойственно формирование псевдотумора орбиты вследствие образования периорбитальной гранулёмы, что у каждого пятого больного приводит к слепоте.
Поражение кожи (25—35 %) в первую очередь характеризуется геморрагическими или язвенно-геморрагическими высыпаниями преимущественно на коже конечностей.
Для поражения периферической нервной системы свойственно развитие асимметричного сенсорно-моторного множественного мононеврита (20—30 %), значительно реже наблюдается дистальная симметричная полинейропатия. У каждого четвёртого больного ГПА с поражением органа слуха развивается вторичный (одонтогенный) неврит V, VII пары черепно-мозговых нервов.
Поражение сердца при ГПА не превышает 20 %. Как и у всех больных АНЦА-СВ, при ГПА возрастает риск сердечно-сосудистых заболеваний (ИБС, инсульта, периферической артериальной окклюзии), при этом отмечено повышение риска ОИМ, но не стенокардии.
Поражение желудочно-кишечного тракта (ЖКТ) встречается редко (5 %).
Среди больных ГПА риск развития обострения выше (65 %), чем при МПА или ЭГПА (35 %), при этом рецидивы сохраняются и на высоких кумулятивных дозах ЦФ.
Особенности клинического течения МПА.
У 50 % больных МПА проявляется в виде тяжёлого лёгочно-почечного синдрома. Как правило, при МПА наблюдают острое начало и более агрессивное течение, чем при ГПА или ЭГПА.
МПА имеет много общих черт с ГПА, отличаясь отсутствием гранулёматозного воспаления, вследствие чего МПА не свойственны подскладочный ларингит, седловидная деформация носа, периорбитальные гранулёмы.
Патология лёгких (35—70 %) при МПА представлена некротизирующим альвеолитом. При рентгенологическом обследовании выявляют инфильтраты без распада, часто с реакцией плевры. Поражение лёгких при МПА протекает тяжело (особенно при наличии антител к протеиназе-3), у половины больных осложняется лёгочным кровотечением, что в каждом втором случае становится фатальным. При МПА с гиперпродукцией антител к миелопероксидазе описаны случаи фиброзирующего альвеолита.
Поражение почек отмечается у 90 % пациентов и нередко характеризуется быстропрогрессирующим течением (40—55 %), особенно тяжело протекая при наличии антител к ПР-3.
Поражение кожи (70 %) характеризуется геморрагическими или язвенно-геморрагическими высыпаниями преимущественно на коже конечностей, реже livedo reticularis, некрозами кожи и подлежащих мягких тканей.
Для поражения органа зрения (30 %) свойственно развитие склерита и эписклерита.
Поражение периферической нервной системы (30 %) проявляется асимметричным сенсорно-моторным множественным мононевритом.
Поражение ЖКТ (10 %) характеризуется болями в животе, диареей, иногда кровотечением вследствие развития ишемических язв желудка
и кишечника.
Особенности клинического течения ЭГПА
Клиническое развитие ЭГПА подразделяют на 3 стадии, которые, как правило, последовательно разворачиваются на протяжении нескольких лет. Для первого этапа свойственно постепенное развитие симптомов бронхиальной астмы, аллергического ринита, синусита, проявлений лекарственной непереносимости, при этом периферическая эозинофилия не всегда выражена. На второй стадии присоединяются эпизоды эозинофильной инфильтрации тканей в виде эозинофильной пневмонии или гастроэнтерита, что часто сочетается с периферической эозинофилией более 10 %. Третья стадия ЭГПА характеризуется развитием системного некротизирующего васкулита.
Поражение лёгких (70 %) характеризуется мигрирующими инфильтратами (эозинофильная пневмония) или узлами без полостей распада. Возможно вовлечение плевры (эозинофильный плеврит), умеренное увеличение внутригрудных лимфатических узлов.
Поражение почек отмечается у 20—45 % пациентов.
Поражение сердца (30—50 %) при ЭГПА проявляется разнообразной патологией (перикардит, эндомиокардит, коронарит, сердечная недостаточность, нарушения ритма и проводимости) и становится причиной летального исхода у 50 % пациентов.
Поражение кожи (64 %) характеризуется геморрагическими или язвенно-геморрагическими высыпаниями преимущественно на коже конечностей,
реже уртикарными высыпаниями.
Поражение периферической нервной системы (64 %) при ЭГПА развивается чаще, чем при других формах АНЦА-СВ и характеризуется асимметричным сенсорно-моторным множественным мононевритом. Поражение центральной нервной системы (10 %) может проявляться невритом черепно-мозговых нервов, острыми нарушениями мозгового кровообращения, очаговыми изменениями мозга, эписиндромом.
Для поражения органа зрения (30 %) свойственны склерит и эписклерит.
Поражение ЖКТ (10 %) связано как с эозинофильным гастроэнтеритом, так и с васкулитом стенки кишечника, способным вызвать образование ишемических язв, перфорацию.
Особенности поражения почек при АНЦА-СВ
Заболевания, относящиеся к АНЦА-СВ, имеют единые морфологические изменения в почках, сходный патогенез, клиническое течение и прогноз. К отличительным особенностям клинического течения АНЦА-ассоциированного ГН относят:
- сочетание с другими системными проявлениями некротизирующего васкулита;
- склонность к быстропрогрессирующему течению (БПГН) со снижением СКФ более чем на 50 % в течение нескольких недель или месяцев;
- умеренная артериальная гипертензия;
- протеинурия, не превышающая 3 г в сутки.

АНЦА-ГН может проявляться бессимптомной протеинурией и микрогематурией (редко макрогематурией), БПГН, остронефритическим синдром. Не свойственно развитие нефротического синдрома или злокачественной артериальной гипертензии. Наиболее часто БПГН развивается при МПА (40—55 %), особенно тяжело протекая при наличии антител к ПР-3. ГН может быть дебютным проявлением АНЦА-СВ или присоединяться в ходе последующих обострений, в связи с чем, требуется внимательное мониторирование показателей поражения почек на всём протяжении болезни.

## Диагностика
Лабораторная диагностика АНЦА-СВ.
Основное значение имеет определение в сыворотке крови АНЦА методом непрямой иммунофлуоресценции (с использованием нейтрофилов здоровых доноров, фиксированных этанолом) или с помощью иммуноферментного анализа с определением специфичности к протеиназе-3 (ПР-3) или миелопероксидазе (МПО). Характерно увеличение СОЭ, концентрации СРБ, нормохромная нормоцитарная анемия, умеренный тромбоцитоз.
АНЦА с цитоплазматическим типом иммунофлюоресцентного свечения (цАНЦА) или антитела к ПР-3 высокочувствительны и специфичны для ГПА (более 90 %). АНЦА с перинуклеарным типом свечения (пАНЦА) обнаруживают у 70 % больных ЭГПА, но не всегда со специфичностью к МПО. При МПА и идиопатическом БПГН примерно с одинаковой частотой обнаруживают антитела к ПР-3/цАНЦА и антитела к МПО/пАНЦА. Хорошо известно, что АНЦА, являясь важным диагностическим маркером АНЦА-ГН, имеют невысокую ценность для мониторирования активности заболевания, поскольку
могут присутствовать в сыворотке крови даже во время полной клинической ремиссии заболевания.
(Уровень доказательности А): Исследование АНЦА методом НИФ и/или ИФА следует проводить в соответствии с клинической ситуацией.
Клинические показания для определения АНЦА включают:
- гломерулонефрит, особенно быстро прогрессирующий
- кровохарканье/лёгочное кровотечение, особенно в сочетании с гломерулонефритом
- кожный васкулит, сопровождающийся системными проявлениями
- множественные очаги поражения лёгких при рентгенологическом исследовании
- хроническое деструктивное поражение верхних дыхательных путей
- затяжное течение синусита или отита
- подскладочный стеноз гортани/трахеи
- множественный мононеврит или другая периферическая нейропатия
- псевдотумор орбиты

Гистологическое исследование при АНЦА-СВ.
(Уровень доказательности С): Положительные данные биопсии играют большую роль в подтверждении васкулита.
При биопсии слизистой носа у больных ГПА обнаруживают деструктивно-продуктивный васкулит и гигантоклеточные некротизирующие
гранулёмы. Биопсия ткани орбиты в случае ГПА с псевдотумором орбиты необходима
для дифференциальной диагностики с различными доброкачественными и
злокачественными новообразованиями, в частности с IgG-ассоциированным
заболеванием. Диагностическая ценность крайне редко выполняемой открытой
биопсии лёгкого значительно выше, чем трансбронхиальной или биопсии слизистой
оболочки носа и придаточных пазух. При биопсии кожно-мышечного лоскута у
больных ЭГПА обнаруживают картину деструктивно-продуктивного васкулита с
эозинофильной инфильтрацией.
Биопсия почки (c обязательным применением иммунолюминесцентной микроскопии)
позволяет подтвердить диагноз АНЦА-ГН при наличии фибриноидного некроза
капилляров клубочка и артериол, экстракапиллярного пролиферативного ГН с
эпителиальными и/или фибро-эпителиальными «полулуниями» в клубочках в
сочетании с отсутствием иммунных депозитов в ткани почки. Показаниями к
диагностической биопсии почки являются:
- нефропатия неясного генеза с протеинурией более 1 г/л, постоянной или рецидивирующей клубочковой гематурией;
- острая или подострая почечная недостаточность с симптомами ГН или с системными проявлениями.

2.2 Принципы диагностики узелкового
полиартериита.
Решающее значение в диагностике узелкового полиартериита (УП) принадлежит детальному обследованию пациента с выявлением патогномоничных симптомов
(таблица 6). Необходимость ранней
диагностики продиктована потребностью в агрессивной терапии до развития
поражения жизненно важных органов.

## Лечение
Врач-ревматолог в зависимости от классификации заболевания может назначить следующее лечение:
- глюкокортикоиды;
- цитостатики;
- плазмаферез;
- гемосорбцию;
- противовоспалительные нестероидные препараты.

Для васкулита у детей в лечение входит трансфузионная терапия, цитостатики, глюкокортикоиды. Необходимым для геморрагического васкулита лечением являются антибиотики.
Основная цель фармакотерапии СВ направлена на подавление иммунопатологических реакций, лежащих в основе заболевания. Патогенетическую терапию подразделяют на три этапа:
- индукция ремиссии коротким курсом агрессивной терапии;
- поддержание ремиссии при помощи длительной (0,5—2 года) терапии иммуносупрессантами в дозах, достаточных для достижения стойкой клинико-лабораторной ремиссии;
- лечение рецидивов.

Патогенетической терапии сопутствуют мероприятия, направленные на снижение риска коморбидных заболеваний и лечение осложнений.
Лечение пациентов с СВ должно проводиться
врачами-ревматологами (в виде исключения врач общей практики, но при консультативной поддержке врача-ревматолога) с привлечением специалистов других
медицинских специальностей (нефрологи, дерматологи, гематологи, кардиологи,
невропатологи, психиатры и др.) и основываться на тесном взаимодействии врача и
пациента (уровень доказательности С).
(Уровень
доказательности Д): Ведение
больных СВ с поражением мелких и средних сосудов рекомендуется осуществлять в
тесном контакте с центрами, имеющими достаточный опыт работы в этой области.
Следует рекомендовать пациентам избегать факторов, которые могут провоцировать
обострение болезни (интеркуррентные инфекции, стресс, инсоляция,
немотивированный приём медикаментов и др.), отказаться от курения, стремится к
поддержанию нормальной массы тела (уровень доказательности С). У больных СВ
повышен риск развития интеркуррентных инфекций, атеросклероза, артериальной
гипертензии, диабета, злокачественных заболеваний, что в значительной степени
увеличивает летальность. Пациенты с повышенным риском подлежат наблюдению и
обследованию совместно с профильными специалистами.
Основные группы
лекарственных препаратов:
Монотерапия глюкокортикоидами (ГК) занимает основное место в лечении артериита Такаясу и ГКА, при самым позволяя достичь ремиссии и поддерживать её в большинстве случаев. Очень быстрый ответ на применение ГК может рассматриваться как диагностический признак ГКА и РПМ.
Комбинированная терапия
циклофосфамидом и ГК показана
при АНЦА-СВ, тяжёлых формах ГВ, классическом УП, криоглобулинемическом
васкулите, рефрактерном течении артериита Такаясу и ГКА. Лечение ЦФ
продолжается в течение 3—12 месяцев. Более
длительный приём ассоциируется с высокой частотой побочных реакций, в первую
очередь инфекционных. Применение ЦФ в режиме пульс-терапии в сравнении с
назначением внутрь позволяет снизить кумулятивную дозу при сохранении
терапевтического эффекта и уменьшить частоту побочных реакций. При повышении
сывороточного креатинина или в пожилом возрасте пациента используют более
низкие дозы ЦФ (таблица 11). При
назначении ЦФ внутрь доза должна быть снижена на 25—50 %.
Генно-инженерная анти-В-клеточная
терапия ритуксимабом (уровень
доказательности А) применяется у больных с АНЦА-СВ.
Лечение РТМ при этих заболеваниях сопоставимо по эффективности с ЦФ, что сочетается с отсутствием доказательств увеличения частоты тяжёлых инфекционных осложнений. В качестве препарата первого ряда назначение РТМ может быть предпочтительно в случаях, когда по различным причинам нежелательно назначение ЦФ.
Противопоказанием для назначения РТМ является наличие положительной внутрикожной туберкулиновой пробы, инфицирование вирусом гепатита B, значительное снижение содержания в
сыворотке крови IgG, нейтропения.
Плазмаферез (уровень доказательности А) рекомендуется применять для лечения
отдельных пациентов СВ с БПГН в качестве процедуры, улучшающей прогноз в
отношении функции почек. Сочетание стандартной
патогенетической терапии и плазмафереза у больных СВ с тяжёлым поражением почек
снижает риск развития терминальной почечной недостаточности, но не улучшает общую выживаемость пациентов.
Азатиоприн в сочетании с ГК назначают в качестве индукционной терапии при ГВ, в случаях неэффективности или непереносимости метотрексата (МТ) при артериите Такаясу и ГКА, в качестве поддерживающего лечения после проведения индукционного курса при АНЦА-СВ, классическом УП, криоглобулинемическом васкулите.
В период лечения АЗ ежемесячно мониторируют лабораторные показатели: число лейкоцитов и тромбоцитов периферической крови, активность
АЛТ, АСТ. При уменьшении числа лейкоцитов менее 2,5·109/л, тромбоцитов менее 100·109/л, повышении концентрации АЛТ/ АСТ
более чем в 3 раза от верхней границы нормы лечение прекращают до купирования
токсических эффектов.
Лефлуномид может
быть рекомендован при наличии противопоказаний (или плохой переносимости) для
назначения АЗА.
Метотрексат показан при рефрактерном течении артериита Такаясу и ГКА в сочетании с ГК.
В период лечения МТ ежемесячно мониторируют число
лейкоцитов и тромбоцитов периферической крови, активность АЛТ, АСТ. При
уменьшении числа лейкоцитов менее 2,5·109/л, тромбоцитов менее
100·109/л, повышении концентрации АЛТ/ АСТ более чем в 3 раза от
верхней границы нормы лечение прекращают до купирования токсических эффектов.
Мофетила микофенолат
назначают в качестве альтернативной терапии больным с
рефрактерным или рецидивирующим течением СВ. Поскольку установлены его
ренопротективные свойства, может обладать определёнными преимуществами при
лечении СВ с поражением почек.
В период лечения ММФ ежемесячно мониторируют число
лейкоцитов и тромбоцитов периферической крови, активность АЛТ, АСТ. При
уменьшении числа лейкоцитов менее 2,5·109/л, тромбоцитов менее
100·109/л, повышении концентрации АЛТ/ АСТ более чем в 3 раза от
верхней границы нормы лечение прекращают до купирования токсических эффектов.
Нормальный иммуноглобулин человека назначают в/в при тяжёлом
поражении почек, развитии геморрагического альвеолита, в случаях присоединения
серьёзных инфекционных осложнений.
Другие лекарственные
средства
Антимикробные (триметоприм/ сульфаметоксазол) и противовирусные препараты
(интерферон альфа, видарабин, ламивудин) могут иметь особое значение в лечении
больных СВ с доказанным участием инфекционных факторов в развитии заболевания.
Особой проблемой является лечение СВ, ассоциированного с вирусами гепатита, которое
осуществляют в тесной кооперации с гепатологами.
Поскольку системное сосудистое иммунное воспаление, как правило, сопровождается гиперкоагуляцией и вазоконстрикцией, важное значение в комплексном лечении больных СВ имеет использование лекарственных средств
следующих групп:
антиагреганты (низкие дозы ацетилсалициловой кислоты, дипиридамол);
антикоагулянты (гепарин,
варфарин);
вазодилататоры;
ингибиторы АПФ.
Профилактические
мероприятия, направленные на снижение риска коморбидных заболеваний
и лечение осложнений:
· 
геморрагический цистит, рак мочевого пузыря (ЦФ) — увеличение потребления жидкости (до 3 л в сутки) перед применением ЦФ и в течение 72 последующих часов; частое
мочеиспускание; превентивное в/в введение 2-меркаптоэтансульфоната натрия (Месна);
(Уровень доказательности С):
Показано тщательное обследование больных с персистирующей гематурией, ранее
получавших терапию ЦФ в связи с высокой частотой развития опухолей мочевого
пузыря.
· 
пневмоцистная
пневмония (ЦФ) — триметоприм/сульфаметоксазол 400/80 мг в сутки или 800/160
мг через день.
· 
токсический
эффект метотрексата — фолиевая кислота;
· 
гастрит,
язва желудка (ГК) — блокаторы H2-рецепторов гистамина или
ингибиторы протонного насоса;
· 
остеопороз
(ГК) — препараты кальция и витамина D, бисфосфонаты.
Без лечения васкулит и его разновидности могут повлечь за собой:
- почечно-печёночную недостаточность;
- лёгочные кровотечения;
- абсцессы брюшной полости;
- полинейропатию;
- инвагинация кишечника.